# حمزه حمری
حمزه حمری (به انگلیسی: Hamza Hamry) (۱۲ ژانویهٔ ۱۹۹۵) مبارز ای تونسی هنرهای رزمی ترکیبی و بازیکن سابق جودو. او از سال ٢٠١٧ یک هنرمند رزمی ترکیبی حرفه ای است. او همچنین قهرمان آفریقایی ADCC بود.

## زمینه
حمزه حمری ملقب به جوکر در ١٢ ژانویه ١٩٩٥ در قیروان به دنیا آمد.
او از ده سالگی ورزش را شروع کرد و اولین تجربه فوتبالش دو هفته طول نکشید. سپس به جودو رفت و هنرهای رزمی ترکیبی را از طریق یک کلیپ ویدیویی کشف کرد.

## قهرمانی ها و دستاوردها
- "قهرمانی رزمی لیبی"
  - مسابقات قهرمانی سبک وزن رزمی LBA (یک بار)[۵][۶]
- سومین قهرمانی جودو تونس ٢٠١٣ (٦٦- کیلوگرم)[۷]
- قهرمان تونس در جودو ٢٠١٤ (٦٦- کیلوگرم)[۸]
- قهرمان ساحل گلاویز شدن
- قهرمان ADCC آفریقا (-٧٠ کیلوگرم)[۹]

## آمار هنرهای رزمی ترکیبی
| بررسی رکورد مسابقات حرفه‌ای |       |        |
| 4 مسابقه                   | 4 برد | 0 باخت |
| ناک‌اوت                     | 3     | 0      |
| تسلیم                      | 1     | 0      |

| نتیجه. | رکورد | حریف         | روش                           | رویداد                  | تاریخ         | راند | زمان | مکان         | یادداشت                      |
| ------ | ----- | ------------ | ----------------------------- | ----------------------- | ------------- | ---- | ---- | ------------ | ---------------------------- |
| برد    | ٤-٠   | لوکاس دوروتی | Submission (Rear-Naked Choke) | LBA Combat ٣            | ۱۵ ژوئن ۲۰۲۲  | ١    | ٣:٠٩ | طرابلس، لیبی | قهرمان سبک وزن رزمی لیبی شد. |
| برد    | ٣-٠   | رائد الزناتی | TKO (Leg Injury)              | LBA Combat ١            | ۱ آوریل ۲۰۲۲  | ١    | ١:١٤ | طرابلس، لیبی |                              |
| برد    | ٢–٠   | فراس عتيق    | TKO (Leg Kicks)               | Tataouine Championships | ۱۲ مارس ۲۰۲۲  | ١    | ٢:٢١ | تطاوین، تونس |                              |
| برد    | ١–٠   | مراد زايدی   | TKO (Punches)                 | BFC Algerie             | ۱۶ آوریل ۲۰۱۷ | ١    | ١:٤٥ | تونس         |                              |

## فیلم شناسی

### برنامه های تلویزیونی
- ٢٠٢٠: انجح در تونسكوب: مهمان
- ٢٠٢١: ٩٠ دقیقه با هدی زعیم در الحوار التونسی: مهمان فصل ٣ قسمت ٢٢
  - ٣٦٠ درجه با ناول بیزید در تلویزیون کارتاژ پلاس: فصل ١ قسمت ٤ مهمان

### رادیو
- ٢٠٢٠: رویای خود را در دريم اف أم : مهمان دنبال کنید
  - رادیو صبرا اف ام : مهمان
- ٢٠٢١: Mi Temps در إكسبراس أف أم : مهمان
  - اسپورتگ در سیمای دیوان: مهمان
  - ساعت به ساعت در موزاييك أف أم : مهمان
  - Tranquilla در رادیو مد : مهمان
  - كب أف أم : مهمان
  - رادیو رم أف أم: مهمان
  - جواهر اف ام : مهمان
  - آخر هفته Expresso در إكسبراس أف أم : مهمان
  - Fet El Foot در شمس أف أم : مهمان
- ٢٠٢٢: پایان هفته در رادیو مد: مهمان